# Astragalus hidalgensis
Astragalus hidalgensis es una especie de planta del género Astragalus, de la familia de las leguminosas, orden Fabales.

## Distribución
Astragalus hidalgensis se distribuye por México.

## Taxonomía
Fue descrita científicamente por (Rydb.) Barneby. Fue publicada en Mem. New York Bot. Gard. 13(1): 185 (1964).